# Eubaptus planifrons
Eubaptus planifrons là một loài bọ cánh cứng trong họ Bruchidae. Loài này được Teran miêu tả khoa học năm 1964.